# Bisdom Kahama
Het bisdom Kahama (Latijn: Dioecesis Kahamaensis) is een rooms-katholiek bisdom met als zetel Kahama in Tanzania. Het is een suffragaan bisdom van het aartsbisdom Tabora en werd in 1983 opgericht. 
In 2019 telde het bisdom 31 parochies. Het bisdom heeft een oppervlakte van 19.946 km². Het telde in 2019 3.188.000 inwoners waarvan 20,1% rooms-katholiek was. 

## Bisschoppen
- Matthew Shija (1983-2001)
- Ludovick Joseph Minde, ALCP/OSS (2001-2019)
- vacant